# Lélia Gonzalez

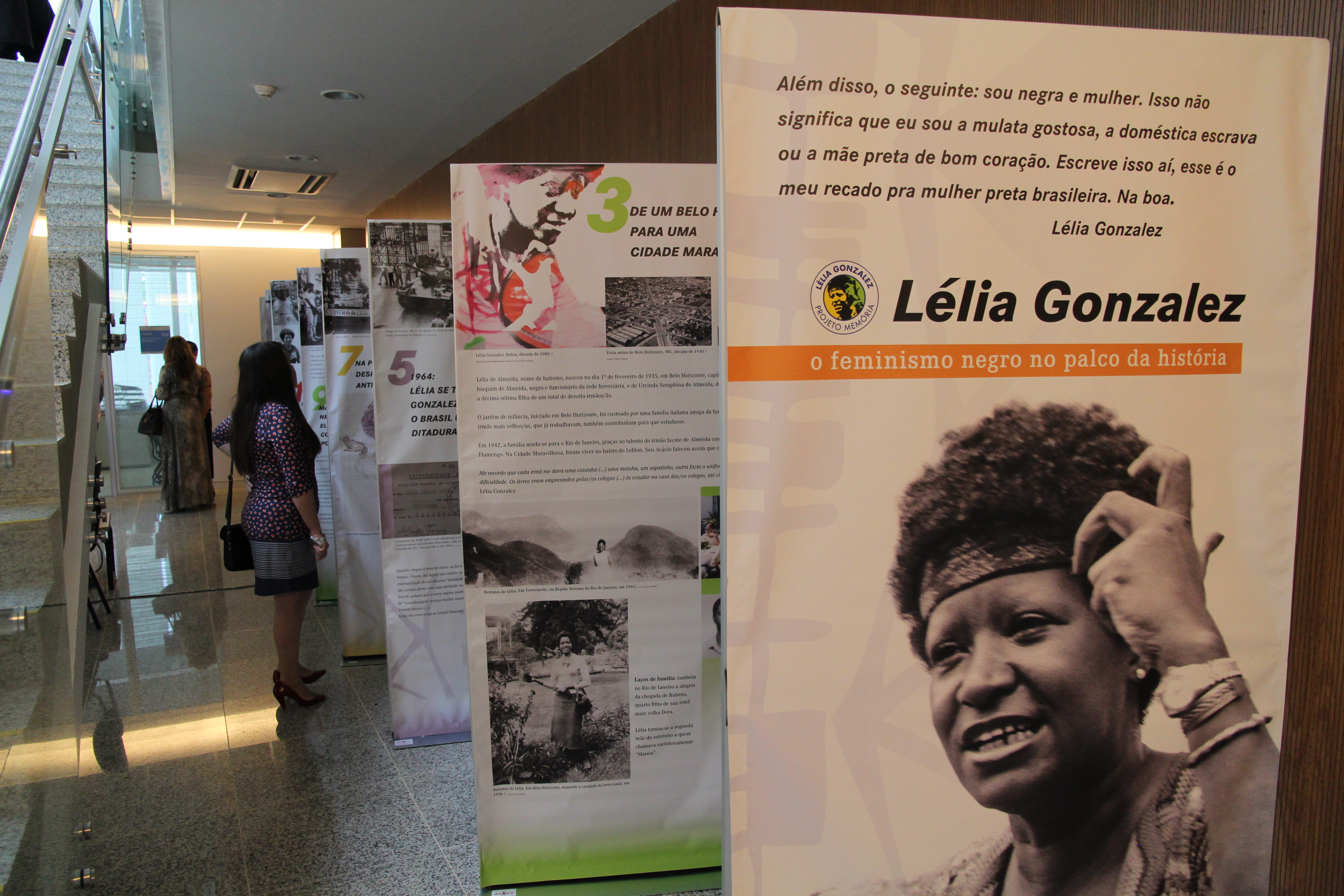
Ausstellung zu Ehren von Lélia Gonzalez, Projeto Memória, Eröffnung des Edifício Lélia Gonzalez.

Lélia Gonzalez (geboren 1. Februar 1935 in Belo Horizonte, Minas Gerais; gestorben 10. Juli 1994 in Rio de Janeiro) war eine brasilianische Sozialanthropologin, Hochschullehrerin, Bürgerrechtlerin und Feministin. Sie schuf den Begriff der amefricanidade („Amefrikanität“).

## Leben und Wirken
Lélia de Almeida war das zweitjüngste Kind von 18 Geschwistern des in Minas Gerais beheimateten Eisenbahnbauarbeiters Acácio Joaquim de Almeida und der Indigenen Urcinda Seraphina de Almeida. Zu ihren Brüdern gehörte der Fußballspieler Jaime de Almeida (1920–1973). 1942 zog die Familie nach Rio de Janeiro in die Favela Pinto im Bairro Leblon. Ihre schulische Ausbildung begann 1946 am Gymnasium der Escola Técnica Rivadávia Corrêa in Rio de Janeiro, ab 1952 am Colégio Pedro II.
Ihre akademische Karriere startete 1958 an der damaligen Universidade do Estado da Guanabara (UEG), umbenannt in Universidade do Estado do Rio de Janeiro (UERJ), als Bachelor in Geschichte und Geographie, dem sich ein Lizenziat in Philosophie anschloss, das sie 1963 abschloss. 1964 heiratete sie Luiz Carlos Gonzalez, der jedoch früh ums Leben kam. Sie hatte eine Lehrtätigkeit begonnen und ein Werk des französischen Philosophen Denis Huisman übersetzt (Compendio moderno de filosofia, 1968). 1969 ging sie eine zweite Ehe mit dem Ingenieur Vicente Marota ein, von dem sie 1976 geschieden wurde. 1975 erhielt sie einen Magistertitel in Kommunikation der Universidade Federal do Rio de Janeiro (UFRJ) und war Mitgründerin des Instituto de Pesquisa das Culturas Negras (IPCN), dessen Vizepräsidentin sie wurde, und des Colégio Freudiano in Rio de Janeiro.
Zur Zeit der Militärdiktatur wurde sie Aktivistin und war u. a. mit anderen führenden Afrobrasilianern 1978 Mitgründerin des Movimento Negro Unificado Contra a Discriminação Racial (MNU), später umbenannt in die kürzere Form Movimento Negro Unificado. 1981 trat sie in den Partido dos Trabalhadores (PT) ein. 1981 wurde sie für ihr Eintreten für die Rechte afrobrasilianischer Frauen als erste dunkelhäutige Frau zur Frau des Jahres von dem Conselho Nacional de Mulheres do Brasil (Nationaler Frauenrat Brasiliens) gewählt. Mit dem Soziologen Carlos Hasenbalg veröffentlichte sie 1982 den Band Lugar de negro (deutsch etwa Die Stellung der Schwarzen).
Von 1985 bis 1989 war sie Mitglied des Conselho Nacional dos Direitos da Mulher (CNDM), dem nationalen Rat für Frauenrechte. 1982 hatte sie als Bundesabgeordnete für den Bundesstaat Rio de Janeiro für den PT kandidiert, erreichte aber nur einen Nachrückerplatz, ebenso wie bei der Kandidatur für den Partido Democrático Trabalhista (PDT) als Abgeordnete im Bundesstaat Rio de Janeiro, zu dem sie 1986 die Parteimitgliedschaft gewechselt hatte. International trat sie als Vizepräsidentin der ersten beiden Seminare der Vereinten Nationen über Frau und Apartheid in Montreal und Helsinki 1980 auf, als brasilianische Repräsentantin bei weiteren Konferenzen der UNO in Kopenhagen (1980), Paris (1981), Dakar (1982) und Nairobi (1985).
Sie schrieb Artikel im In- und Ausland über die Situation, Konditionen und Unterdrückung der schwarzen Frauen, z. B. 1983 in der Folha de São Paulo den polemischen Artikel Racismo por Omissão. Als Monografie veröffentlichte sie 1987 zur Volkskunde das Werk Festas populares no Brasil (Volksfeste in Brasilien). Ihre Verbundenheit mit der afrobrasilianischen Volkskultur zeigte sich im Engagement für den bloco-afro Olodum. Lange Zeit war sie vorwiegend in Rio de Janeiro unterrichtend tätig, zuletzt war sie Professorin für Brasilianische Volkskultur an der Pontifícia Universidade Católica do Rio de Janeiro (PUC-RJ).

## Rezeption
In Brasilien gilt sie als Pionierin der afrobrasilianischen Frauenbewegung und wird mit der US-Amerikanerin Angela Davis verglichen. Mehrere Bildungseinrichtungen tragen ihren Namen, darunter eine Schule im Stadtviertel Ramos in Rio de Janeiro, ein afrobrasilianisches Kulturzentrum in Goiânia, das Akademische Zentrum für Sozialwissenschaften der Universität São Paulo oder eine Kulturkooperative in Aracaju. Der älteste Afro-Block Ilê Aiyê in Salvador da Bahia nahm sie zweimal zum Thema: 1997 als Teil von Pérolas negras do saber (deutsch: Schwarze Perlen des Wissens) und 1998 in Candaces. Diesen Titel (Kandakes) verwendete der Dramatiker Márcio Meirelles in seinem Bühnenstück Candaces – A reconstrução do fogo (deutsch etwa: Königsmütter – die Wiederentdeckung des Feuers), das auf ihrem Werk basiert. In Brasilien wurden mehrere Dissertationen zu Lélia Gonzalez verfasst sowie 2010 eine Biografie von Alex Ratt und Flávia Rios. 2010 schuf die Regierung des Bundesstaates Bahia den Prêmio Lélia Gonzalez.
Eine besondere Ehrung erhielt sie posthum, als am 30. September 2015 die Außenstelle der Vereinten Nationen in der Hauptstadt Brasília unter dem Namen Edifício Lélia Gonzalez eingeweiht wurde, verbunden mit einer Gedächtnisausstellung.

## Schriften (Auswahl)
- Lélia Gonzalez, Carlos Hasenbalg: Lugar de negro. Editora Marco Zero, Rio de Janeiro 1982. (Darin: O movimento negro na última década).
- Festas populares no Brasil. Popular festivals in Brazil. 1987. 2. Auflage. Editora Index, Rio de Janeiro 1989 (ausgepreist bei IBA, Internationale Buchkunst-Ausstellung Leipzig 1989)

Essays und Artikel:
- Mulher negra, essa quilombola. In: Folha de S. Paulo, Folhetim vom 22. November 1981.
- A mulher negra na sociedade brasileira. In: Madel T. Luz (Hrsg.): O lugar da mulher. Estudos sobre a condição feminina na sociedade atual. Graal, Rio de Janeiro 1982, S. 87–106.
- Racismo e sexismo na cultura brasileira. In: Luiz Antônio Machado Silva [u. a.]: Movimentos sociais urbanos, minorias étnicas e outros estudos. ANPOCS, Brasília 1983, S. 223–244.
- O terror nosso de cada dia. In: Raça e Classe, Band 2, 1987, August/September.
- A categoria político-cultural de amefricanidade. In: Tempo Brasileiro, Rio de Janeiro, Nr. 92/93, 1988, S. 69–82.
- As amefricanas do Brasil e sua militância. In: Maioria Falante, Band 7, 5, Mai/Juni 1988.
- Nanny. In: Humanidades, Brasília, Band 17, 1988, S. 23–25.
- Por um feminismo afrolatinoamericano. In: Revista Isis Internacional, Band 8, Oktober 1988.
- A importância da organização da mulher negra no processo de transformação social. In: Raça e Classe, Band 5,1988, November/Dezember.
- Uma viagem à Martinica – I. Movimento Negro Unificado: MNU Jornal. Nr. 20, S. 5, Oktober/November.